# Resolución 1418 del Consejo de Seguridad de las Naciones Unidas
La resolución 1418 del Consejo de Seguridad de las Naciones Unidas, adoptada por unanimidad el 21 de junio de 2002, tras recordar todas las resoluciones anteriores sobre el conflicto en la ex Yugoslavia, en particular la Resolución 1357 (2001), el Consejo, actuando en virtud del Capítulo VII de la Carta de las Naciones Unidas, prorrogó el mandato de la Misión de las Naciones Unidas en Bosnia y Herzegovina (UNMIBH) y autorizó la continuación de la Fuerza de Estabilización hasta el 30 de junio de 2002.
Fue una de varias ampliaciones del mandato de la UNMIBH en este período, para permitir más tiempo para consultas informales sobre el mandato de la UNMIBH.